# Greg Lawrence
 (février 2014).
Si vous disposez d'ouvrages ou d'articles de référence ou si vous connaissez des sites web de qualité traitant du thème abordé ici, merci de compléter l'article en donnant les références utiles à sa vérifiabilité et en les liant à la section « Notes et références ».
Pour les articles homonymes, voir Lawrence.
Greg Lawrence , né le 29 janvier 1966, est un homme politique canadien de la Saskatchewan. Il est député provincial du Parti saskatchewanais de la circonscription saskatchewanaise de Moose Jaw Wakamow de 2011 à 2024.
Il démissionne du caucus du parti le 30 janvier 2024 en raison d'une enquête policière sur une ancienne plainte. Le lendemain, Lawrence est accusé de voie de fait et aussi d'une autre accusation de voie de fait par étouffement.
Précédemment, il avait annoncé ne pas vouloir se représenter pour l'élection de 2024 en raison de blessures causées par un accident de moto.